# Graduate Management Admission Test
Der Graduate Management Admission Test, besser bekannt unter der Abkürzung GMAT, ist ein weltweit standardisierter Test, um die Eignung für postgraduale Master-Studiengänge an betriebswirtschaftlichen Fakultäten (englisch „Graduate School of Business“) zu messen. Der GMAT wurde vom Graduate Management Admission Council (GMAC) mit Sitz in Reston (Virginia), USA – einer Vereinigung von zahlreichen führenden Wirtschaftsuniversitäten – konzipiert und wird in dessen Auftrag in zahlreichen Ländern gegen Gebühr durchgeführt (momentan in der EU ab 275 Euro + MwSt.).

## Akzeptanz und Verbreitung
Der GMAT wird jährlich von über 100.000 Teilnehmern abgelegt. Das Testergebnis wird von mehr als 2400 öffentlichen und privaten Universitäten und Colleges vor allem in den USA als ein wichtiges Zugangskriterium für weiterführende Studien (englisch „graduate“) z. B. zum Master of Business Administration (MBA) herangezogen. Stand 2023 nutzen 2.492 Universitäten und Organisationen in 110 Ländern die GMAT-Prüfung als Teil der Auswahlkriterien für ihre Programme, darunter befanden sich 1.504 Universitäten und Organisationen aus den USA (60 Prozent).
Im deutschsprachigen Raum erkennen folgende Hochschulen den GMAT an:
- Deutschland:
  - EBS Universität für Wirtschaft und Recht
  - European School of Management and Technology
  - Frankfurt School of Finance & Management
  - WHU – Otto Beisheim School of Management
  - Mannheim Business School
- Schweiz:
  - Universität St. Gallen
  - International Institute for Management Development

## GMAT-Testverfahren
Der Test soll die Befähigung der Testteilnehmer für ein weiterführendes Wirtschaftsstudium prüfen (im Gegensatz zu einem „Wissensstand-Test“). Er besteht in seiner gegenwärtigen Form aus einem Aufsatz, einem Fragenteil zur Interpretation von Datenquellen („Integrated Reasoning Section“) und zwei Multiple-Choice-Fragebögen („Quant Section“ und „Verbal Section“). Für den Aufsatz („Analytical Writing Assessment Section“) stehen 30 Minuten Bearbeitungszeit zur Verfügung. In dieser Zeit muss ein vorgegebenes Thema analytisch bearbeitet werden. In der „Integrated Reasoning Section“ werden in 30 Minuten 12 Fragen zu verschiedenen Datenquellen (Tabellen, Diagramme) gestellt. Die beiden letzten Fragebögen (Quant und Verbal Section) sind in je 75 Minuten zu bearbeiten. Der erste Fragebogen („Quantitative Section“) prüft mathematische, logische und quantitative Fähigkeiten und Kenntnisse. Der zweite Fragebogen („Verbal Section“) prüft sprachlich-analytische Fähigkeiten, englische Grammatik und Leseverständnis. Der Test wird vollständig auf Englisch abgehalten. Er ist im Gegensatz z. B. zum TOEFL (Test of English as a Foreign Language) jedoch kein reiner Sprachtest, sondern misst vielmehr die analytisch-logischen Fähigkeiten der zu prüfenden Person.
Der GMAT kann seit einigen Jahren in den meisten Ländern nur noch mittels eines Computers als CAT (Computer Adaptive Test) abgelegt werden.  Das heißt, der Computer wählt die Fragen aus einem vorgegebenen Pool aus und passt das Schwierigkeitsniveau (und damit das Endergebnis) mit jeder Frage automatisch an den Benutzer an, abhängig davon, ob die vorangehende Frage richtig oder falsch beantwortet wurde. Der Testteilnehmer bekommt in jedem Abschnitt zunächst eine als durchschnittlich schwierig angesehene Frage vorgelegt. Beantwortet er die Frage falsch, ist die nächste etwas leichter und das Testergebnis sinkt, beantwortet er sie richtig, ist die nächste etwas schwieriger und das Testergebnis steigt. Das Testprogramm versucht so herauszufinden, welches Niveau der Teilnehmer noch erfüllt und ab welchem Schwierigkeitsniveau er scheitert. Mit der Zeit sollte der GMAT dadurch für jeden Teilnehmer schwierig werden, dies ist jedoch aus Ergebnissicht erwünscht.
Wegen des verwendeten Testverfahrens sowie des hohen Zeitdrucks gilt der Graduate-Management-Admission-Test trotz eher begrenzter geprüfter Inhalte als schwierig und ungewohnt für die meisten europäischen Studierenden und erfordert daher eine gründliche Vorbereitung. Da der Test bisher an westlichen (amerikanischen) Kulturstandards ausgerichtet war, soll er zukünftig vom Graduate Management Admissions Council (GMAC) überarbeitet und an regionale kulturelle Standards angepasst werden.

## GMAT Score: Ermittlung und Bedeutung
Durch das oben beschriebene Verfahren wird das Ergebnis oder Niveau des Testteilnehmers ermittelt, der sogenannte „Score“. Die zwei Aufsätze werden direkt vom Computer sowie von einem bzw. bei Unstimmigkeiten von zwei menschlichen Prüfern bewertet und bilden zusammen den sogenannten „Analytical Writing Assessment (AWA) Score“, der auf einer Skala von 0 bis 6 in halben Punktzahlen angegeben wird. Dieses Ergebnis wird auf dem Ergebnisbericht zwar ausgewiesen, trägt aber gegenwärtig nicht zum Gesamtergebnis (Total Score) bei.
Das Gesamtergebnis besteht aus dem Ergebnis des mathematischen (quantitativen) und des sprachlichen (verbalen) Teils und wird auf einer einheitlichen Skala von 200 bis 800 Punkten („Total Scaled Score“) sowie häufig auch in Prozentzahlen von 1 bis 99 („Total Percentile“) angegeben. Ein Ergebnis im Bereich von 700 wird bereits als sehr gut angesehen. Das vorläufige Ergebnis wird dem Teilnehmer sofort nach Beendigung des Tests angezeigt, der offizielle Berichtsbogen mit den erzielten Ergebnissen in allen Abschnitten wird etwa zwei Wochen später zugesandt. Der Score wird dann auf Anfrage vom Prüfungsinstitut an die Universitäten übermittelt, bei denen sich ein Testteilnehmer beworben hat.
Durchschnittliche Ergebnisse: Der durchschnittliche GMAT-Teilnehmer erreichte in den letzten Jahren einen Wert von etwa 500 bis 550 Punkten (ca. 40 bis 60 % Perzentil). Die Studenten an vielen der bekanntesten und führenden Universitäten weisen jedoch durchschnittliche GMAT-Punktwerte von über 650, an einigen sogar von über 700 Punkten auf. Dies bedeutet, dass 77 % bzw. 89 % der Teilnehmer der vergangenen drei Jahre schlechter abschnitten. Die meisten Universitäten weisen diesen Durchschnittswert ihrer Studenten als Orientierungswert aus (gerne auch zu Marketingzwecken), geben jedoch keine Mindestpunktzahl vor. Dieses wird auch von den Erstellern des GMAT empfohlen, u. a. da der Test eine statistische Abweichung von der „tatsächlichen“ Fähigkeit eines Teilnehmers („True Score“) von knapp 30 Punkten aufweist, z. B. bedingt durch die Tagesform des Teilnehmers und die Auswahl der Fragen durch den Computer. Ein – nahezu – perfektes Ergebnis von 98 % bzw. mehr als 740 Punkte kommt hin und wieder vor, ist jedoch für keine Universität wirklich notwendig, da für das Zulassungsverfahren auch noch andere Kriterien herangezogen werden (Noten im Erststudium, Lebenslauf und Berufserfahrung, Empfehlungsschreiben, Bewerbungsschreiben, Bewerbungsinterview usw.)
Testwiederholung: Falls ein Teilnehmer nicht mit seinem Ergebnis zufrieden ist, kann der Test mehrfach wiederholt werden, und zwar frühestens 16 Tage nach dem jeweils letzten Versuch. Theoretisch kann der Test fünfmal pro Jahr wiederholt werden, jedoch ist zu bedenken, dass der Test jedes Mal erneut kostenpflichtig ist und die letzten erzielten Punktzahlen innerhalb von 5 Jahren ebenfalls der jeweiligen Universität übermittelt werden, so dass diese sofort sieht, ob eine positive Entwicklung erkennbar ist. Ebenso werden häufige Wiederholungen von vielen Universitäten dem Bewerber negativ ausgelegt (allgemein werden maximal drei Wiederholungen empfohlen). Ein einmal erzielter Punktwert bleibt momentan ca. 20 Jahre lang gespeichert, die meisten Universitäten akzeptieren jedoch keine Testergebnisse, die länger als fünf Jahre zurückliegen.